# Биляник
Биляник (на македонска литературна норма: Биљаник) е село в южната част на Северна Македония, община Новаци.

## География
Селото е разположено в западните склонове на Селечката планина на 15-на километра източно от град Битоля.

## История
В XIX век Биляник е изцяло българско село в Битолска кааза на Османската империя. Според статистиката на Васил Кънчов („Македония. Етнография и статистика“) от 1900 година Баляникъ има 160 жители, всички българи християни.
На Етнографската карта на Битолския вилает на Картографския институт в София от 1901 година Биляник е чисто българско село в Битолската каза на Битолския санджак с 20 къщи.
В началото на XX век християнското население на селото е под върховенството на Българската екзархия. По данни на секретаря на екзархията Димитър Мишев („La Macédoine et sa Population Chrétienne“) в 1905 година в Баляникъ има 152 българи екзархисти. При избухването на Балканската война един човек от Биляник е доброволец в Македоно-одринското опълчение.
Според преброяването от 2002 година селото е обезлюдено.

## Личности
Починали в Биляник
- Груйо Акелов (1883 – 1905), български революционер, деец на ВМОРО